# Ахен-Йоль-Мат
Ахен-Йоль-Мат (д/н — 11 серпня 612) — ахав Баакульського царства у 605—612 роках.

## Життєпис
Походив з династії Токтан-Лакамхи. Був сином Іш-Йоль-Ік'наль, що носила титул ахава. Ім'я батька невідоме. Після смерті матері у 604 році зумів повернутися до Лакам Ха з Та'уса. Церемонія інтронізації відбулася в день 9.8.11.9.10, 8 Ок 18 Муван (4 січня 605 року).
Продовжив війни з сусідами. У 606 році зазнав поразки від Канульського царства. В день 9.8.13.0.0, 5 Ахав 18 Сек (18 червня 606 року) вимушений був провести річну церемонію поза межами столиці Лакам Ха, яку було захоплено ворогом.
У 609 році Ахен-Йоль-Мат перейшов у наступ, зумівши підкорити царство Вабе'. Ахав останнього — Ак'іін-Ах-…-Чаак — визнав зверхність Ахен-Йоль-Мата. У 610 році втрутився у династичний конфлікт в царстві Шукальнаах. В день 9.8.16.14.10, 10 Ок 8 Поп (19 березня 610 року) повалив Ах-Наля, ахава Шукальнааха, який втік до Па'чану. Натомість Ахен-Йоль-Мат зробив шукальнаахським ахавом Ах-Чан-Тоо'к'а.
У 611 році Ахен-Йоль-Мат стикнувся з потужною коаліцією на чолі із Канульським царством. Проти баакульського ахава виступив Ук'ай-Кан. В день 9.8.17.15.0, 3 Ахав 13 Поп (24 березня 611 року) васал Ахен-Йоль-Мата — Ах-Чан-Тоо'к' — зазнав поразки від Ах-Наля. В день 9.8.17.15.14, 4 Іш 7 Во' (7 квітня 611 року) Ахен-Йоль-Мат зазнав нищівної поразки, а його столицю було захоплено й пограбовано.
В день 9.8.18.14.11, 3 Чувен 4 Ваяб (9 березня 612 року) помер Ханааб'-Пакаль, якого різні дослідники вважають батьком або братом Ахен-Йоль-Мата. Вже в день 9.8.19.4.6, 2 Кімі 14 Моль (11 серпня 612 року) помер Ахен-Йоль-Мат. Ці смерті вважаються наслідком невдалої війни проти Кануля.